# Kinyala
Kinyala ist ein Verwaltungsbezirk (Ward) des Distrikts Rungwe in der tansanischen Region Mbeya. Er grenzt im Norden an den Bezirk Swaya, im Osten an Kiwira, im Süden an Nkunga und im Westen an den Distrikt Mbeya Vijijini.

## Geografie
Kinyala liegt im Südwesten von Tansania etwa 20 Kilometer nordwestlich der Distrikthauptstadt Tukuyu. Der Bezirk zählt zur Mittellandzone des Distrikts und steigt in den Rungwe-Bergen und im Poroto-Bergen auf über 2000 Meter Seehöhe an. Das wichtigste Gewässer ist der Fluss Kiwira. Die Jahresniederschlagsmenge liegt zwischen 800 und 2200 Millimeter.
Die Fläche des Bezirks umfasst 79,9 Quadratkilometer und bei der Volkszählung 2022 lebten hier 13.632 Menschen in 3550 Haushalten.

## Geschichte
Bei der Volkszählung 2002 wurden 18.689 Einwohner gezählt. Danach wurde der Bezirkes Swaya abgetrennt, sodass die Bevölkerungszahl im Jahr 2012 auf 12.871 sank. Bis 2022 nahm die Bevölkerung auf 13.632 zu.

## Gliederung
Der Bezirk besteht aus sechs Gemeinden (Mtaa) mit 40 Orten (Kitongoji):
| Lukata - Mpombo - Nkebe - Kibanja - Ipugu - Ndola - Ngologo - Ikoga - Lubala - Katumba - Itete | Isumba - Isumba - Kibole - Itebe - Kikuyu - Igembe | Kipande - Ilala - Chunya - Kipande - Igwila - Mbeswe - Kilambo | Kisoko - Ngeke - Mete - Kisoko - Njole - Ilunga - Salima | Igembe - Igembe - Katumba - Kipili - Ikuti A - Ikuti B - Songwe | Lubigi - Magamba - Itete - Ikukisya - Kakindo - Mbegele - Lubigi - Moto |

## Wirtschaft und Infrastruktur
- Landwirtschaft: Die größten Anbaugebiet für Grundnahrungsmittel sind für Mais (7000 ha), Bohnen (4500 ha), Kartoffel (4300 ha) und Kochbananen (2200 ha). Die wichtigste Frucht für den Verkauf ist Kaffee, der auf 520 ha angebaut wird (Stand 2015).[10]
- Bildung: Die Lubala Secondary School ist eine private weiterführende Schule, die Burschen und Mädchen auch im Advanced Level ausbildet. Sie bietet auch eine Unterbringung im Internat an.[11] Die Kinyala Secondary School bietet eine Ausbildung bis zur 4. Stufe (Ordinary Level) an.[12]
- Gesundheit: Das von der katholischen Kirche geführte Igogwe-Krankenhaus liegt im Süden des Bezirks im Dorf Lukata.[13] Es hat den Status eines Distriktkrankenhauses.[14] In Kinyala befindet sich ein Gesundheitszentrum[15] und in Kipande eine Apotheke.[16]